# Heinz-Dieter Heimann
Heinz-Dieter Heimann (* 11. August 1949 in Paderborn) ist ein deutscher Historiker mit dem Forschungsschwerpunkt mittelalterliche Geschichte.

## Leben und Wirken
Heinz-Dieter Heimann legte im Jahre 1971 am städtischen Gymnasium Marianum Warburg sein Abitur ab. 1972 begann er ein Studium an der Ruhr-Universität Bochum mit den Fächern Germanistik und Geschichte und schloss dieses 1977 mit dem Ersten Staatsexamen ab. Nach einer Tätigkeit als wissenschaftlicher Assistent von Ferdinand Seibt am Lehrstuhl für Mittelalterliche Geschichte der Ruhr-Universität Bochum wurde er im Wintersemester 1979/80 mit der Dissertation Zwischen Böhmen und Burgund. Zum Ost-Westverhältnis innerhalb des Territorialsystems des deutschen Reiches im 15. Jahrhundert promoviert. 1988 habilitierte er sich an der Fakultät für Geschichtswissenschaft derselben Universität mit der Schrift „Hausordnung und Staatsbildung. Innerdynastische Konflikte als Wirkungsfaktoren der Herrschaftsverfestigung bei den wittelsbachischen Rheinpfalzgrafen und den Herzögen von Bayern im Spätmittelalter“. Im Jahre 1989 erhielt er im Fach „Mittelalterliche Geschichte und vergleichende Landesgeschichte“ die Lehrberechtigung Venia Legendi und wurde zum wissenschaftlichen Mitarbeiter und Privatdozenten am Lehrstuhl für Mittelalterliche Geschichte der Ruhr-Universität Bochum. Von 1994 bis 2015 war er an der Universität Potsdam Professor für Geschichte des Mittelalters, wo er am 31. März 2015 emeritiert wurde. Seine Nachfolge in Potsdam trat Martina Giese an.
Heimann ist Mitglied im Vorstand der Brandenburgischen Historischen Kommission (seit 2002) und ordentliches Mitglied der Historischen Kommission für Westfalen (seit 2003). Seit 2003 ist er Vorsitzender des Fachbeirats im Museum für brandenburgische Kirchen- und Kulturgeschichte des Mittelalters. Er legte 1997 eine Einführung in die Geschichte des Mittelalters vor.

## Schriften (Auswahl)
- Hausordnung und Staatsbildung. Innerdynastische Konflikte als Wirkungsfaktoren der Herrschaftsverfestigung bei den wittelsbachischen Rheinpfalzgrafen und den Herzögen von Bayern. Ein Beitrag zum Normenwandel in der Krise des Spätmittelalters (= Quellen und Forschungen aus dem Gebiete der Geschichte. NF H. 16). Schöningh, Paderborn u. a. 1993, ISBN 3-506-73266-8 (Zugleich: Bochum, Universität, Habilitations-Schrift, 1988/1989) (Digitalisat).
- Einführung in die Geschichte des Mittelalters (= UTB 1957). Ulmer, Stuttgart (Hohenheim) 1997, ISBN 3-8001-2641-9.
- Die Habsburger. Dynastie und Kaiserreiche (= Beck'sche Reihe. 2154). Beck, München 2001, ISBN 3-406-44754-6.
- Die Soester Fehde. Geschichte einer erstrittenen Stadtfreiheit. Westfälische Verlags-Buchhandlung Mocker und Jahn, Soest 2003, ISBN 3-87902-216-X.